# Atentado da Frecuencia Latina
O Atentado da Frecuencia Latina foi um ataque terrorista ocorrido em Lima, capital do Peru, em 5 de junho de 1992. Foi perpetrado pela organização terrorista Sendero Luminoso, que detonou um caminhão-bomba na sede principal do canal de televisão Frecuencia 2 (renomeado para Latina Televisión em 2014) no distrito de Jesús María, em Lima. O explosivo foi construído usando um caminhão pertencente à Infantaria Naval do Peru, que foi roubado aproximadamente duas horas antes e estava equipado com uma carga de aproximadamente 600 quilogramas (1 300 lb) de nitrato de amônio e óleo combustível misturado com dinamite. O caminhão foi levado até a emissora de televisão citada onde foi detonado. As instalações da estação de televisão foram completamete destruídas e tiveram de ser reconstruídas. A bomba também destruiu vários veículos próximos e uma escola de arquitetura do outro lado da rua onde a estação fica.
O ataque matou o produtor de televisão Alejandro Pérez e dois guardas, Javier Requis e Teddy Hidalgo. Outras 20 pessoas ficaram feridas na explosão.